# Braunau am Inn (stad)
Braunau am Inn (uitspraakⓘ) is een stad in de Oostenrijkse deelstaat Opper-Oostenrijk, gelegen in het gelijknamige district Braunau am Inn. De stad had begin 2023 ongeveer 17.600 inwoners en een oppervlakte van 24,8 km².

## Stadsdelen
Tot de gemeente Braunau am Inn behoren, naast het gelijknamige stadje, verscheidene dorpen en gehuchten. De belangrijkste hiervan, met elk twee- à drieduizend inwoners, zijn Haselbach, Laab en het ten zuidwesten van de stad gelegen Ranshofen.

## Geografie
Braunau is een grensstadje: de Inn vormt de grens met Duitsland. Recht tegenover Braunau ligt, aan de overkant van de rivier in Beieren, het stadje Simbach am Inn. Hier begint ook de Duitse Bundesstraße 12, op termijn te vervangen door de Autobahn A94, westwaarts naar München.
Oostenrijkse Bundesstraßen verbinden Braunau met o.a. Salzburg en Wels.
Er zijn goede spoorverbindingen met Salzburg en München.

## Economie

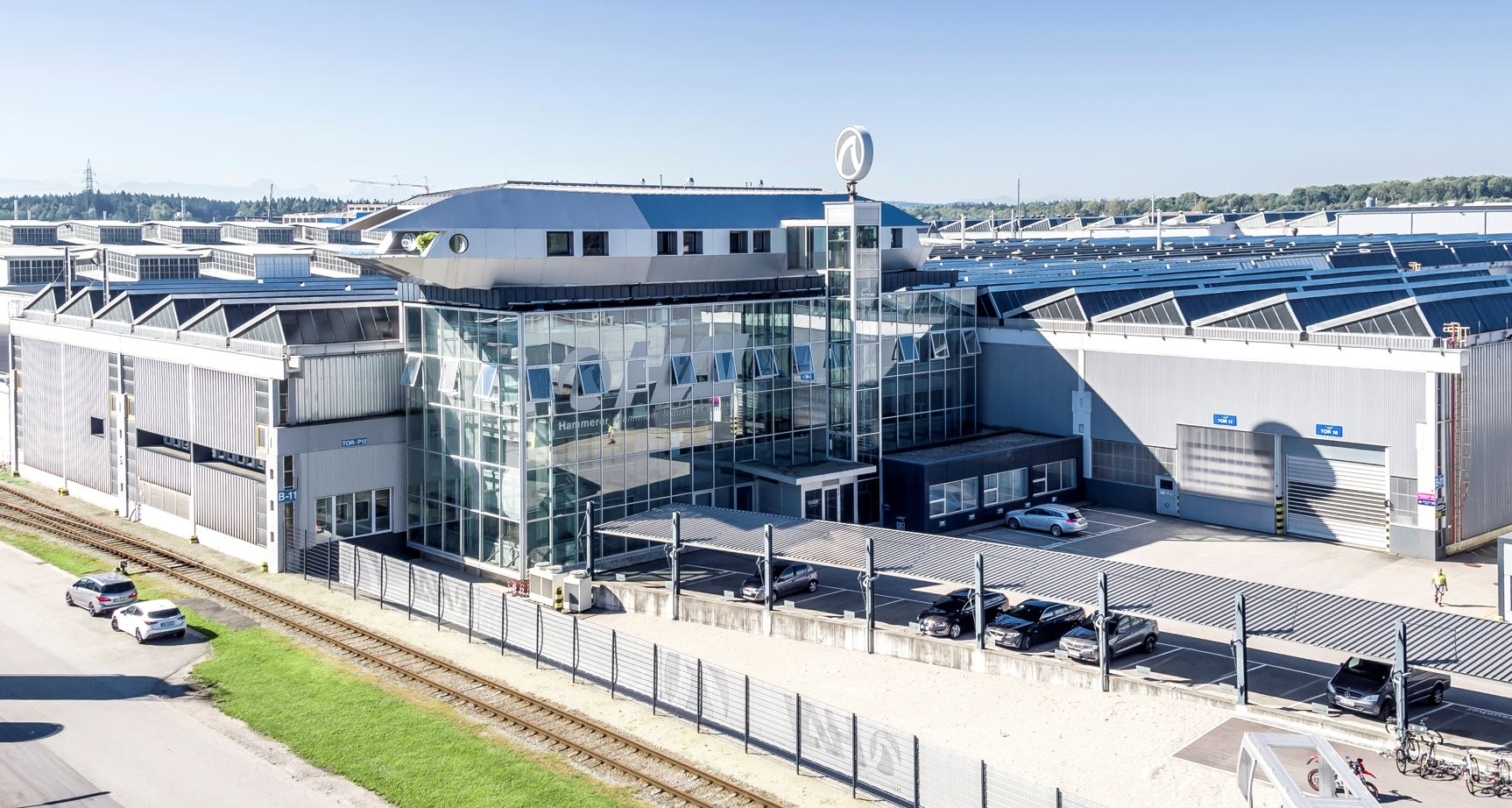
HAI Aluminium, Ranshofen

Braunau beschikt over verscheidene bedrijventerreinen. Een groot internationaal bedrijf, dat aluminium verwerkt, HAI, heeft te Ranshofen, gemeente Braunau, zijn hoofdkantoor alsmede één fabriek. De meeste andere hier gevestigde ondernemingen zijn te beschouwen als midden- en kleinbedrijf van overwegend plaatselijke en regionale betekenis. Er zijn relatief veel kleine, industriële ondernemingen onder.
Er wordt op economisch gebied nauw samengewerkt met de Duitse overbuur Simbach am Inn, o.a. door middel van het organiseren van gemeenschappelijke beurzen e.d. en een gemeenschappelijke aardwarmte-energiecentrale. 

## Geschiedenis
In 1260 verwierf Braunau stadsrechten. In 1360 werd de plaats door een grote stadsbrand bijna geheel verwoest. In de middeleeuwen lag Braunau in het Hertogdom Beieren-Landshut en vanaf de Landshuter Successieoorlog, 1505, in andere delen van het Hertogdom Beieren. Na de Beierse Successieoorlog en de daaropvolgende Vrede van Teschen kwam het in 1779 aan Oostenrijk.
In 1806 werd te Braunau een boekhandelaar uit Neurenberg, Johann Philipp Palm, door Franse soldaten uit het leger van Napoleon Bonaparte gefusilleerd. Deze had een pamflet tegen de onderdrukking van Duitsland door Napoleon en diens Beierse bondgenoten gepubliceerd. Aan Palm, die als een soort martelaar voor de persvrijheid werd geëerd, zijn te Braunau enkele gedenktekens gewijd.
In de Eerste Wereldoorlog was bij Braunau een berucht Oostenrijks krijgsgevangenenkamp gevestigd.

## Braunau en Hitlers "erfenis"

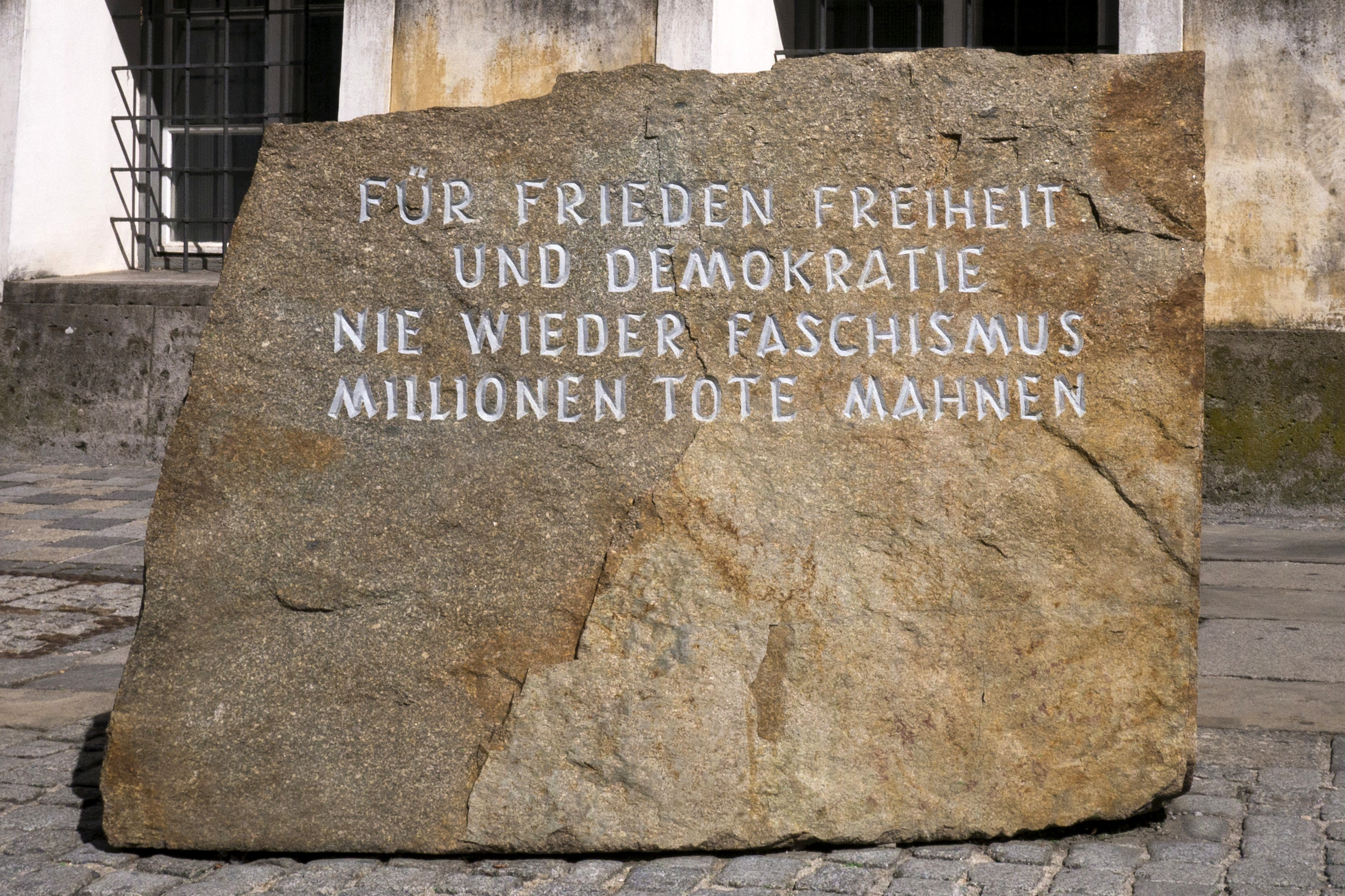
Gedenksteen

Braunau is vooral bekend doordat het de geboorteplaats is van Adolf Hitler. Als blijk van bewustzijn organiseert de Braunauer "Vereniging voor hedendaagse geschiedenis" sinds 1992 de "Braunauer dagen voor hedendaagse geschiedenis". Sinds 1998 houdt de Oostenrijkse Herdenkingsdienst zijn jaarvergaderingen in de Evangelische Gemeente Braunau.
In 1989, Hitlers honderdste geboortejaar, werd een gedenksteen vóór Hitlers geboortehuis geplaatst, voorzien van een tegen onverdraagzaamheid gerichte tekst. De steen is afkomstig uit de steengroeve bij  Concentratiekamp Mauthausen.
Rondom dit 17e-19e-eeuwse huis, een voormalig café met erboven huurwoningen, is een nog steeds voortdurende en soms felle discussie gaande, of het niet eigenlijk moet worden gesloopt. Dit om te voorkomen, dat het een soort pelgrimsoord voor neonazi's zou worden. In het huis is tot 2011 een instelling voor gehandicapten gevestigd geweest. Anno 2023 lijkt het erop, dat het pand alleen ingrijpend uiterlijk veranderd wordt, en dat er een politiebureau in wordt ondergebracht.

## Bezienswaardigheden

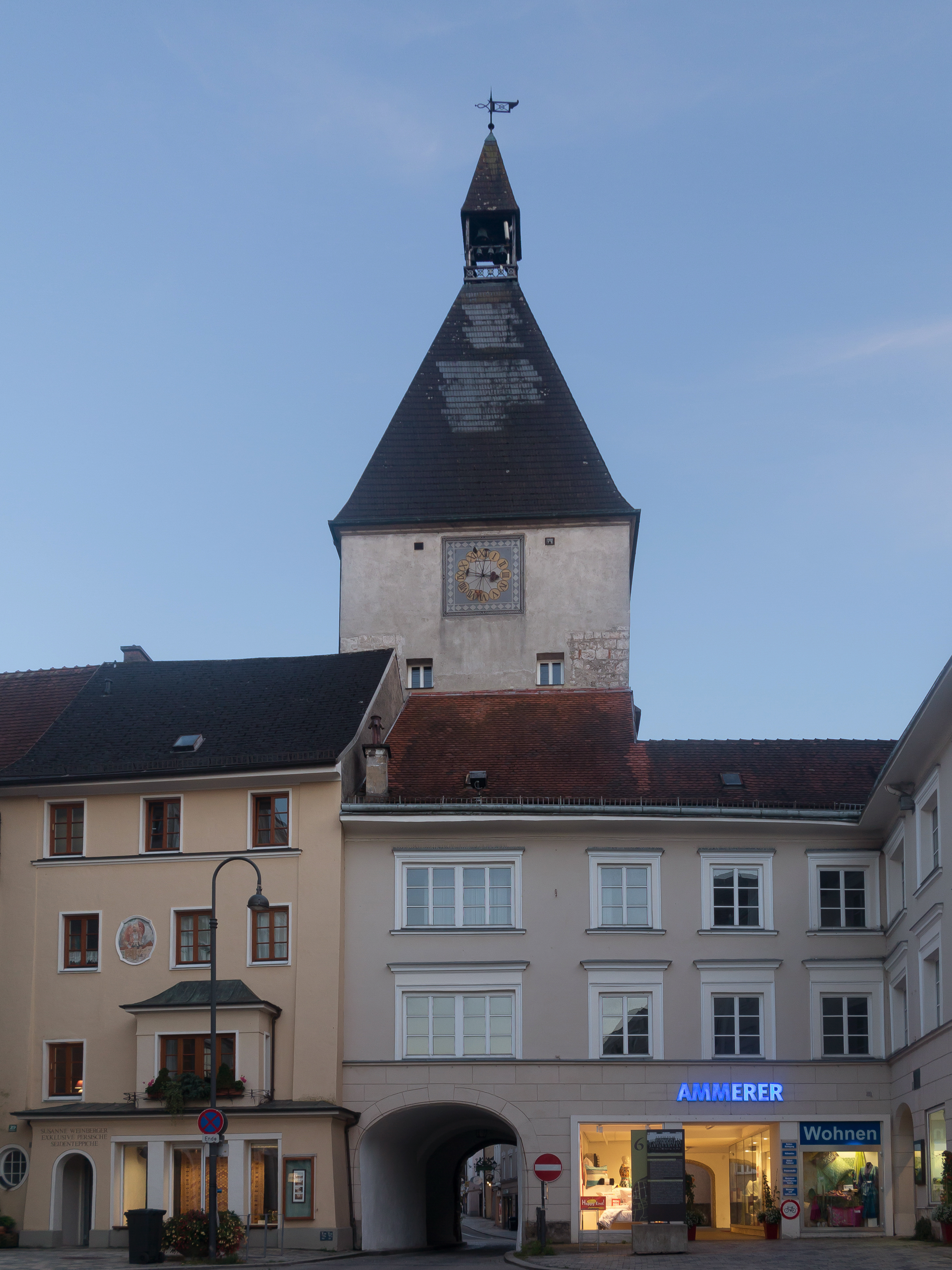
Braunau am Inn, De Stadttorturm - Salzburger Tor
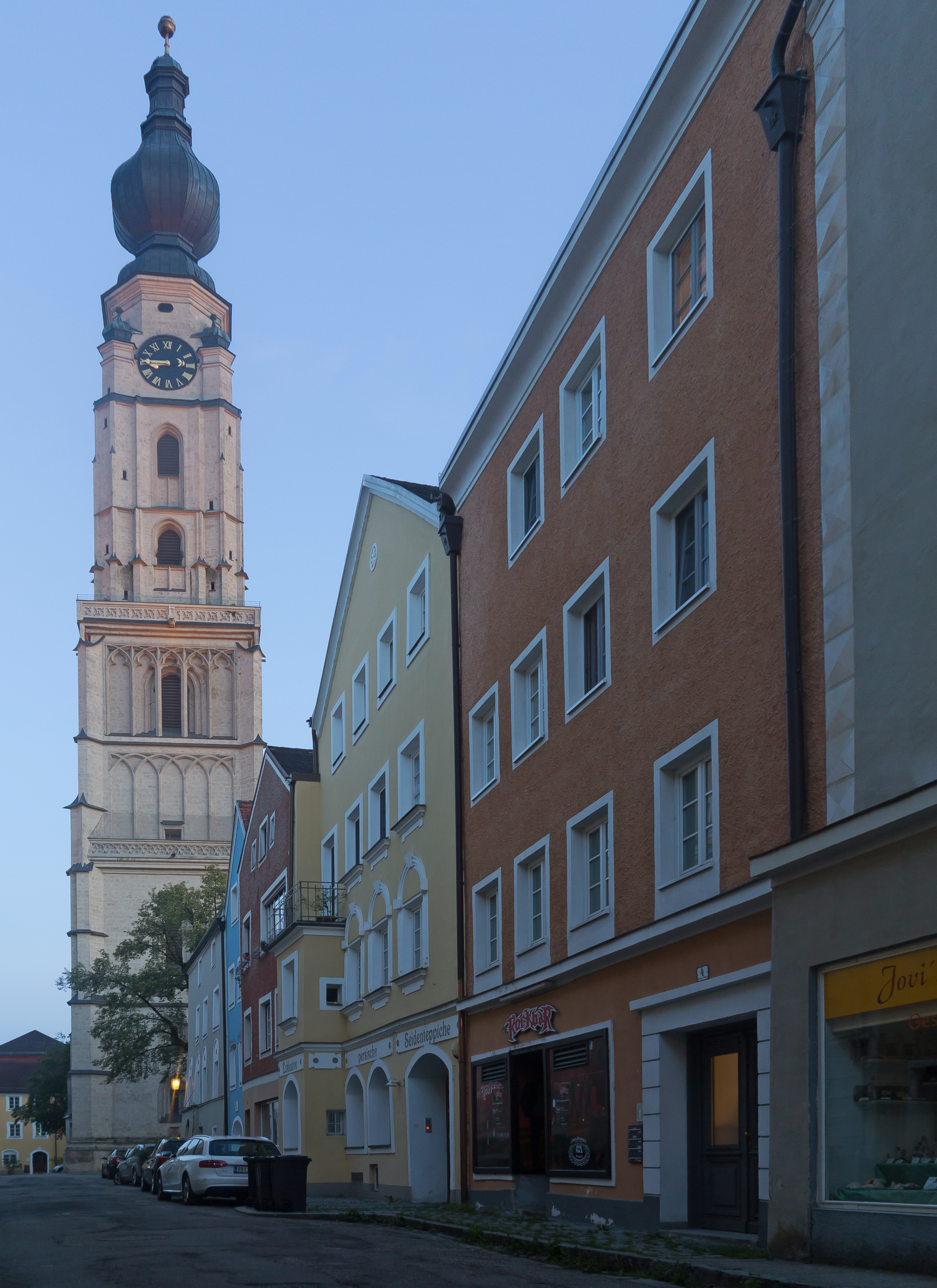
Braunau am Inn, gezicht op de St-- Stefanuskerk
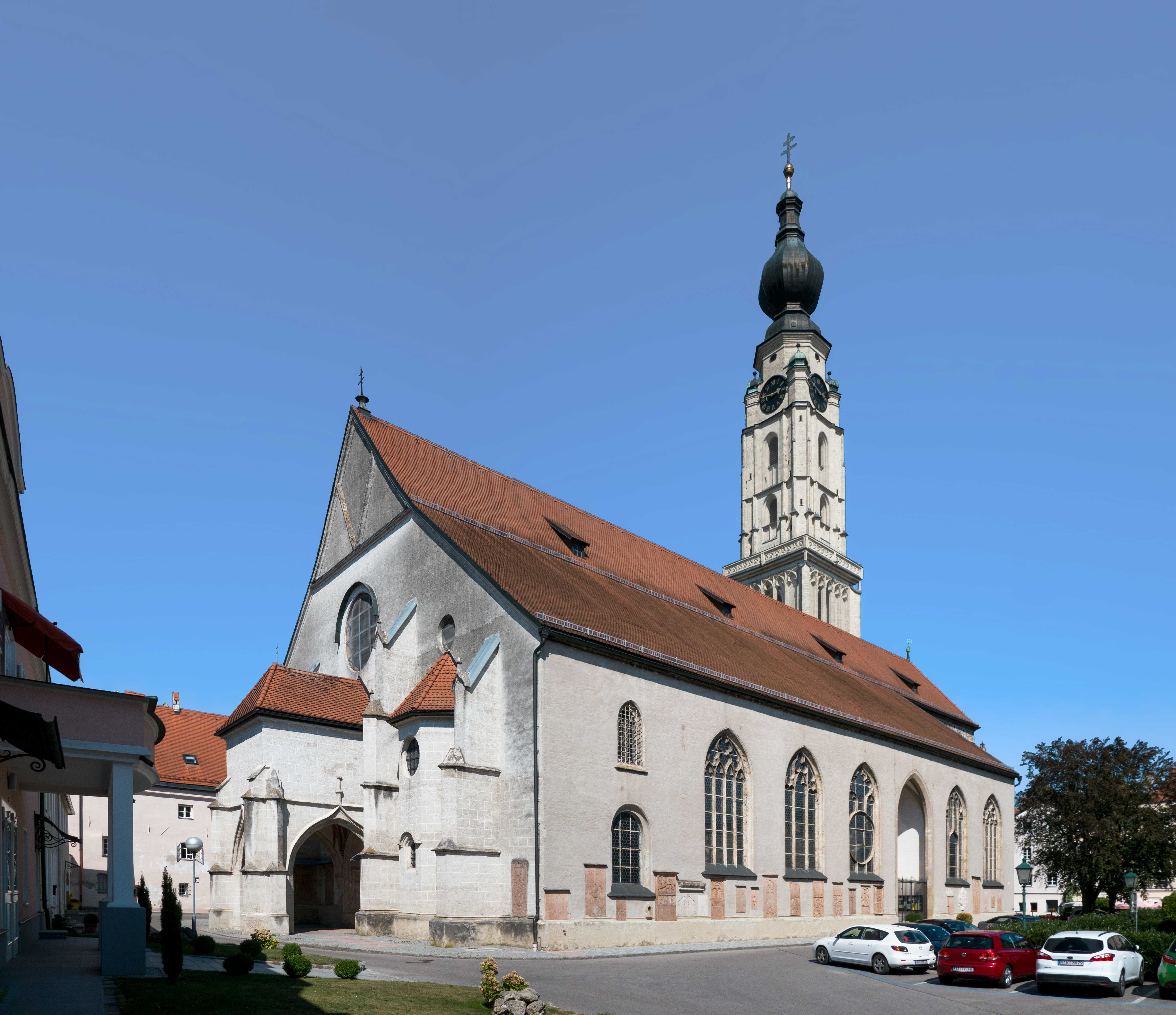
Stedelijke parochiekerk St. Stefanus
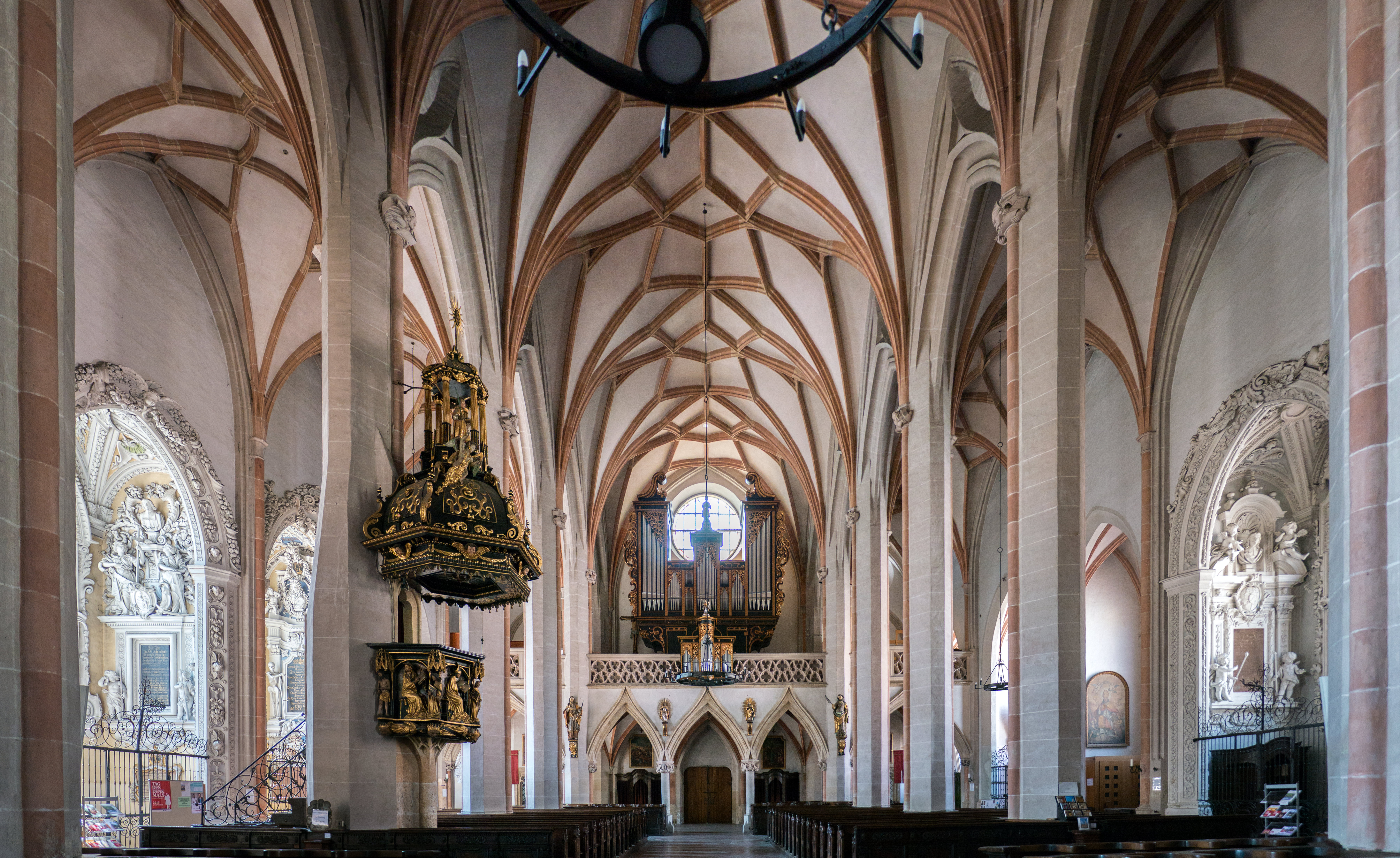
Interieur van deze kerk
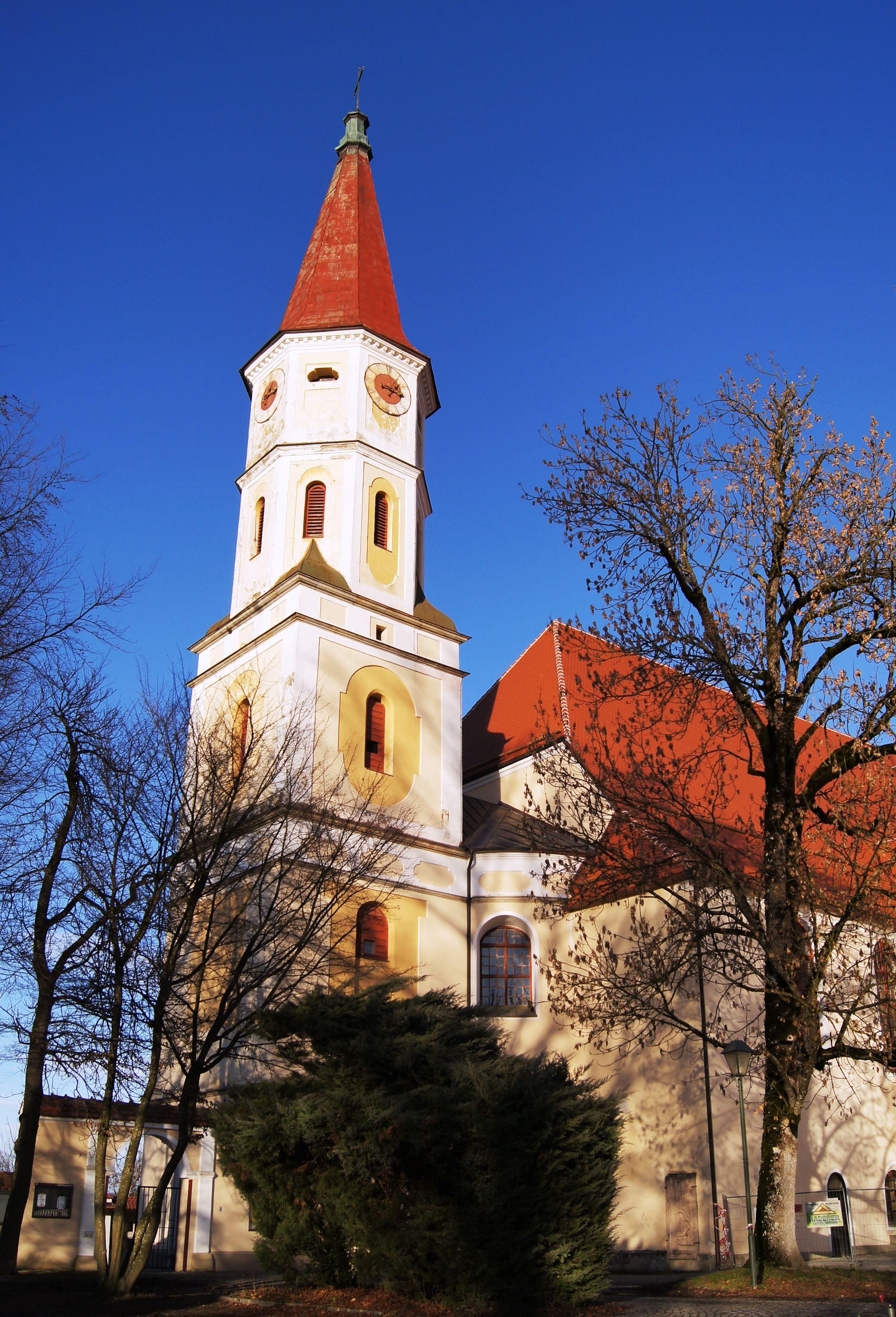
Kerk te Ranshofen
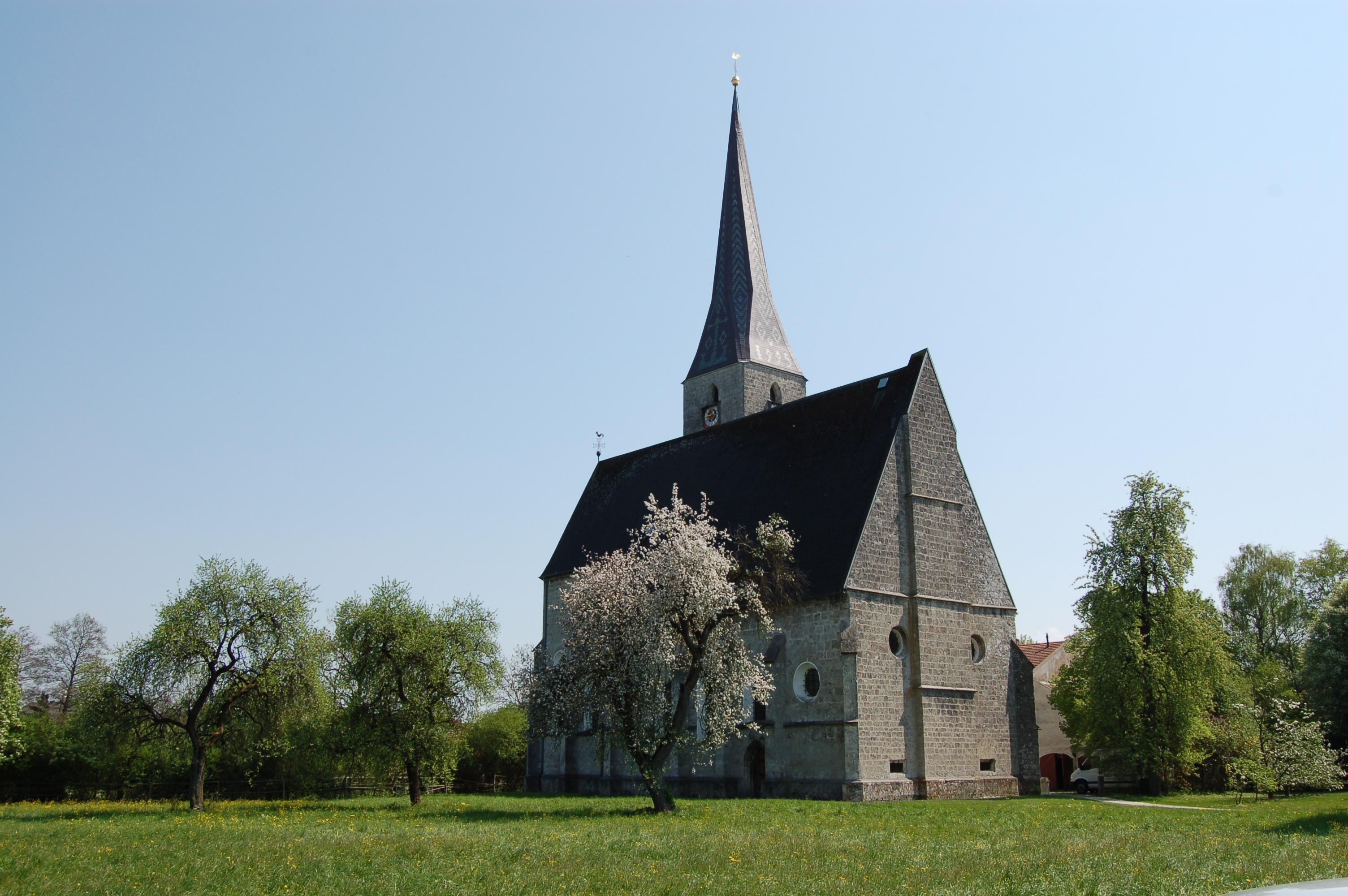
Kerkje te Haselbach

In de gemeente staan verscheidene kerkgebouwen met in sommige gevallen een uit de 18e eeuw daterend, barok of rococo interieur. De toren van de stedelijke St. Stefanus-parochiekerk is 87 m hoog en een van de hoogste kerktorens in de wijde omtrek.
Van de oude stadsomwalling is onder andere de stadspoort Salzburger Tor bewaard gebleven.

## Persoonlijkheden
- Anton Maurer. Componist, dirigent, organist en militair muzikant, geboren in 1881 te Braunau.
- Franz Jetzinger, Dr.theol., werd in 1882 in Ranshofen, thans gemeente Braunau am Inn, geboren. Jezuïetenpriester, theologieprofessor in Linz, redacteur en sociaaldemocratisch politicus (1919-1934 parlementariër, 1932-1934 lid van de Provinciale Staten). Schrijver van het werk Hitlers Jugend (1958).
- Adolf Hitler werd in 1889 in Braunau geboren en woonde daar tot zijn derde levensjaar.
- De socioloog en diplomaat Egon Ranshofen-Wertheimer werd in 1894 in Ranshofen, gemeente Braunau am Inn, geboren.
- De in 1903 en 1908 in Braunau am Inn geboren broers Willi en Rudi Schneider waren in het interbellum beroemd in de parapsychologische scène. Zelfs Thomas Mann interesseerde zich voor de (vermeende) telekinetische vaardigheden van de broers.
- Klaus Eberhartinger van de Austropop–groep EAV werd in 1950 in Gmunden geboren en is in Braunau am Inn opgegroeid.
- De hoofdredacteur van de Wiener Tageszeitung Kurier, Christoph Kotanko, werd 1953 in Braunau am Inn geboren.
- Susanne Riess-Passer werd op 3 januari 1961 in Braunau geboren. Voormalige Oostenrijkse politicus; 2000-2002 vicekanselier.

Altheim · Aspach · Auerbach · Braunau am Inn · Burgkirchen · Eggelsberg · Feldkirchen bei Mattighofen · Franking · Geretsberg · Gilgenberg am Weilhart · Haigermoos · Handenberg · Helpfau-Uttendorf · Hochburg-Ach · Höhnhart · Jeging · Kirchberg bei Mattighofen · Lengau · Lochen am See · Maria Schmolln · Mattighofen · Mauerkirchen · Mining · Moosbach · Moosdorf · Munderfing · Neukirchen an der Enknach · Ostermiething · Palting · Perwang am Grabensee · Pfaffstätt · Pischelsdorf am Engelbach · Polling im Innkreis · Roßbach · St. Georgen am Fillmannsbach · St. Johann am Walde · St. Pantaleon · St. Peter am Hart · St. Radegund · St. Veit im Innkreis · Schalchen · Schwand im Innkreis · Tarsdorf · Treubach · Überackern · Weng im Innkreis
- Bibliothèque nationale de France: cb12354195r (data)
- Gemeinsame Normdatei: 4008037-7
- Library of Congress Control Number: n82101889
- MusicBrainz: 36809adf-f7e9-468d-b2fe-3dbefcbf63f2
- Nationale Bibliotheek van Tsjechië: ge272701
- Nationale Bibliotheek van Israël: 987007555284405171
- Système universitaire de documentation: 12283867X
- Virtual International Authority File: 143090962
- WorldCat: E39PBJckWbPFMFKybtF7dYBQMP